# Nattpapegoja
Nattpapegoja (Pezoporus occidentalis) är en liten nattaktiv papegoja inom ordningen papegojfåglar. Tidigare placerades den i det egna släktet Geopsittacus, men idag placeras den oftast i släktet Pezoporus tillsammans med markpapegojan. Den kategoriseras som starkt hotad.

## Utseende
Nattpapegojan mäter cirka 23 centimeter. Den har klargrön ovansida som är svart-, och gulvattrad, och gul undersidan. Stjärten är ganska kort och spetsig. Könen är lika till utseendet och det är fortfarande okänt hur den ser ut som ungfågel.

## Utbredning och fyndstatistik
Dess ursprungliga utbredningsområde var mycket stort och sträckte sig över inlandet i västra och centrala Australien. Idag förekommer den  mycket lokalt i sitt forna utbredningsområde i Australiens torra inland. Det första belagda fyndet gjordes 1845 i närheten av den ofta uttorkade Cooper Creek i allra nordöstligaste South Australia. Typexemplaret samlades in 1854 i det inre av Western Australia och beskrevs av John Gould 1861.
Fram till 1912 samlades det in cirka 20 exemplar, varav sexton ifrån Gawler Ranges i South Australia. 1979 rapporterade den kände ornitologen Shane Parker att han observerat fyra stycken i Cooper Creek. I oktober 1990 fann tre ornitologer ett dött och torkat exemplar i västra Queensland i närheten av orten Boulia. I september 2006 hittades ännu ett dött exemplar, nu i Diamantina National Park.
En natt 2009 lyckades ornitologen John Young spela in ett papegojläte som han trodde kunde vara från nattpapegojan. Med hjälp av detta läte lyckades han en natt i maj 2013, i västra Queensland, tillsammans med ytterligare en ornitolog, att locka fram en nattpapegoja som de även lyckades fotografera, vilket är de första fotografierna som tagits av arten.
Den 4 april 2015 lyckades ornitologen Steve Murphy och hans partner Rachel Barr fånga ett levande exemplar och förse den med radiosändare. Ett naturreservat skapades i centrala västra Queensland för att skydda arten. I oktober 2016 rapporterades att forskare hittat ännu en population i den angränsande nationalparken Diamantina och i november 2016 observerades där den första flygande årsungen på över hundra år. Fler populationer har därefter bekräftats i områdena East Murchison och Great Sandy Desert i Western Australia.

## Ekologi
På grund av de fåtaliga observationerna är mycket kring dess ekologi okänt. Som många andra ökenlevande djur är den nattaktiv. Det spekuleras att arten kan vara nomadisk och då följer de sällsynta och oregelbundna regnen som resulterar i riklig frösättning. Den verkar vara knuten till biotoper med specifika grässorter och annan låg växtlighet. Två bofynd från 1800-talet indikerar att den häckar i jordhålor som den själv gräver ut i tuvor av ett specifikt hög grässort. Sådana tunnlar kan kanske även ge svalka under heta dagar. Den lever förmodligen av gräsfrön och vätskebehovet tillgodoses förmodligen genom födan.

## Status och hot
Inga observationer gjordes av den mycket skygga papegojan under åren 1912 till 1967, vilket ledde till att man trodde den var utdöd. Under 1979-2015 har det gjort ett mycket litet antal observationer varför populationsstorleken är okänd. Under 2016 gjordes ett flertal observationer, däribland av en flygande årsunge. De främsta hoten mot arten utgörs av habitatförstöring och introducerade arter. IUCN kategoriserade arten som akut hotad (CR) fram till 2019, då den nedgraderades till den lägre hotnivån starkt hotad (EN). Sedan 2022 kategoriseras den återigen som akut hotad. Beståndet uppskattas till mellan 40 och 500 vuxna individer.